# العال (الأردن)
العال (باللغة الإنجليزية : Al-Al) هي مدينة تقع في محافظة عمان، شمال الأردن وهي منطقة سكنية تقع في لواء ناعور، محافظة العاصمة، الأردن وتنتمي لقضاء حسبان.
1. ↑  "Al `Al Map | Jordan Google Satellite Maps". www.maplandia.com. مؤرشف من الأصل في 2012-10-16. اطلع عليه بتاريخ 2020-05-23.